# ماسوکاگامی
ماسوکاگامی (به ژاپنی: 増鏡 Masukagami) یک کتاب تاریخی است که در دوره موروماچی بین سال‌های ۱۳۶۸ و ۱۳۷۶ نوشته شده‌است. نویسنده آن ناشناس است اما گمان می‌رود که توسط نایجو یوشیموتو نوشته شده باشد. این کتاب یکی از سری چهار کتاب به نام کاگامی (آینه) است و آخرین کتاب از این سری به‌شمار می‌رود. این کتاب ۲۰ فصل دارد و رویدادهای ۱۱۸۳ تا ۱۳۳۳ را در بر می‌گیرد. روایت‌ها از شروع سلطنت امپراتور گو توبا شروع می‌شود و با مجازات امپراتور گودای‌گو به یک جزیره ولایت اوکی پایان می‌گیرد.